# Кульмі
Кульмі або Кольме (нім. Kulmi) — гора в Ліхтенштейні, висотою — 1 993 м. Ця гора належить до гірського масиву Ретікон в Східних Альпах.
Гора розташована в південній частині Ліхтенштейну. На південь від столиці країни — Вадуца, в її підніжжі розкинулася комуна-община Трізенберг і її історична місцина — село Штег.